# Mis van Paulus VI
De Mis van Paulus VI ook bekend als de 'gewone vorm' of Novus Ordo, is de meest gebruikte liturgie in de katholieke kerk. Na het Tweede Vaticaans Concilie in 1965 werd de vorm van de mis herzien. De eerste editie werd uitgegeven door paus Paulus VI in 1970 en latere edities door paus Johannes Paulus II in 1975 en 2002. Zij geldt als vervanging voor de Tridentijnse mis, oorspronkelijk gepubliceerd in 1570 door paus Pius V en op verschillende tijdstippen aangepast door zijn opvolgers tot paus Johannes XXIII in 1962.
Deze liturgie wordt meestal in de volkstaal gevierd maar kan evengoed in het Latijn gevierd worden. Vaak wordt het begrip Latijnse mis dan ook ten onrechte vereenzelvigd met de mis van paus Pius V.
De celebrant kan deze mis zowel gericht naar het Oosten (ad orientem) als naar het volk vieren. De gewoonte dat de celebrant met zijn gezicht gericht naar het volk staat is volgens het Romeins missaal niet de normale situatie, (dit wordt duidelijk wanneer men in de rubrieken leest "de priester keert zich naar het volk, en...", wat dus wil zeggen dat hij gedurende de overige delen van de liturgie niet naar het volk gekeerd staat) maar wel toegestaan en in de praktijk sindsdien veruit het meest gebruikelijk. Naast de tongcommunie, waarbij de priester de H. Hostie op de tong legt, werd bij wijze van indult aan die kerkprovincies die daarom hadden gevraagd, een tweede vorm van communiceren toegestaan waarbij de gelovigen de communie eerst op de hand ontvangen (handcommunie).

## Ontstaansgeschiedenis
Deze nieuwe liturgie werd ontworpen door de pauselijke commissie Consilium ad exsequendam Constitutionem de Sacra Liturgia ofwel kortweg het Consilium. Deze commissie stond onder leiding van pater, later aartsbisschop, Annibale Bugnini. Belangrijke hervormingsgezinde liturgisten werkten in de commissie aan een nieuwe liturgie die aan de veranderingswil en de instructies van de Constitutie Sacrosanctum Concilium, een decreet van het Tweede Vaticaans Concilie (1962-1965), moest voldoen.
Vanwege de oecumenische gedachte werden ook zes protestantse theologen in de pauselijke commissie aangesteld, waaronder dominee Max Thurian. De oude katholieke liturgie, de zogenaamde Tridentijnse ritus, was door de protestanten altijd afgewezen en aangevallen, omdat deze ritus de Misoffer-theologie benadrukt.
De invoering van de Novus Ordo Missae gaf aanleiding tot steeds meer liturgische experimenten, waartegen het Vaticaan echter sinds vele jaren waarschuwt.
Onmiddellijk na de invoering van de Novus Ordo Missae kwam er veel verzet tegen deze nieuwe liturgie tot stand. Verschillende bisschoppen klaagden, dat de verandering verder ging dan de constitutie Sacrosanctum Concilium voorschreef. De opgekomen stroming van het Traditionalisme wees de Novus Ordo Missae geheel af en viert de Mis nog steeds volgens de Tridentijnse ritus. Ook van officiële kerkelijke zijde kwam er kritiek. De kardinalen Alfredo Ottaviani en Antonio Bacci boden hun grieven aan Paus Paulus VI aan en gaven daarbij te kennen, dat zij de Novus Ordo Missae eigenlijk onaanvaardbaar vonden, vanwege protestantiserende tendensen. Paulus VI trok zich niet zo veel van de kritiek aan, maar liet wel kleine aanpassingen doen. De genoemde oude kardinalen lieten het bij een weerstand van woorden en leidden voortaan een teruggetrokken leven in het Vaticaan.
Een daadwerkelijke strijd tegen de Novus Ordo Missae voerde en voert de Priesterbroederschap Sint Pius X die door mgr. Marcel Lefebvre is gesticht. Overigens gaf de liturgiehervorming en invoering van de Novus Ordo Missae op zich een wezenlijke impuls aan de totstandkoming van het traditionalisme.
Ook kardinaal Joseph Ratzinger, die later tot paus verkozen werd, heeft in het verleden op misbruiken in de Novus Ordo Missae gewezen. Hij viert de Mis echter wel volgens deze nieuwe liturgie, hoewel hij ook al bij gelegenheden als kardinaal de Tridentijnse Mis vierde. De Novus Ordo Missae ziet hij op zich als een weliswaar correcte - maar kunstmatig gemaakte en niet organisch gegroeide - liturgie, waardoor hij in zijn boeken te kennen gaf op bepaalde gebieden een liturgische herbronning door te willen voeren op basis van de Tridentijnse ritus.
Novus Ordo heeft in het Traditionalisme een negatieve betekenis en wordt vaak gebruikt om álle vernieuwingen in de Katholieke Kerk sinds Vaticanum II mee aan te duiden.

## Opbouw van de Mis van Paulus VI
De Mis bestaat uit verschillende onderdelen : naast de opening van de Dienst en de wegzending, zijn er twee grote delen te onderscheiden: de dienst van het Woord en de dienst van het Altaar. De opbouw van een eucharistieviering is als volgt:

### Openingsriten (Ritus initiales)
- Binnenkomst van de priester - de mensen gaan staan, uit eerbied voor degene die hij door zijn wijding uiteindelijk vertegenwoordigt en symboliseert, namelijk Christus.
- Begroeting van het altaar en de gemeenschap (Salutatio altaris et populi congregatio) - officiële begroeting in de naam van God.
- Schuldbelijdenis (Actus pænitentialis) - belijdenis aan God van persoonlijke, menselijke zwakheden, fouten en onvolmaaktheden en een bewust zich op God richten als liefdevolle en barmhartige.

- Het Kyrie - gebed om ontferming.
- Het Gloria (Gloria in excelcis Deo) - Een lofzang (ook wel Gods lof genoemd), al of niet gezongen. Wordt niet gebeden of gezongen in de Advent, Veertigdagentijd en een dodenmis.
- Openingsgebed (Collecta-gebed) - de priester bidt het openingsgebed, eventueel voorafgegaan door een ogenblik stilte om eenieder de gelegenheid te geven voor zichzelf te bidden. Na het openingsgebed gaan de mensen weer zitten om te luisteren naar de lezingen.

### Woorddienst (Liturgia verbi)
- De lezingen (Lectiones biblicae) worden, na plechtige overhandiging van de boeken door de lector gelezen :
  - Eerste lezing (Lectio prima) uit het Oude Testament, of, in de paastijd, uit de Handelingen van de Apostelen.
  - Graduale of Tussenzang, van oudsher uit een Psalm
  - Tweede lezing (Lectio secunda) uit de Handelingen of de Brieven van de apostelen. Op een weekdag is er slechts één lezing.

- Alleluia (Acclamatio ante lectionem Evangelii).

Uit respect voor het Evangelie gaan allen staan.
- Evangelielezing (Lectio Sancti Evangelii) door een diaken of, als er geen diaken aanwezig is, door de celebrant of een concelebrant. De Evangelielezingen wisselen jaarlijks volgens het ABC-schema: in een A-jaar wordt voornamelijk gelezen uit het Evangelie volgens Matteüs, in een B-jaar uit Marcus en in een C-jaar Lucas. Het Evangelie volgens Johannes wordt vooral rond de paasdagen gelezen. De rode draad door de twee of drie lezingen is de 'verkondiging van Christus': vanuit het Oude Testament als profetie en vanuit de Evangeliegedeelten als vervulling van de belofte.
- eventuele Acclamatie.

Men kan weer gaan zitten
- Homilie (Homilia) - De preek, of overweging. Dit is een toelichting die de priester of diaken geeft op de lezingen.

Allen gaan staan. 
- Geloofsbelijdenis (Credo) - De geloofsbelijdenis (onder de formulering van de Geloofsbelijdenis van Nicea of de belijdenis van de Apostelen) Deze wordt opgezegd of gezongen.

men kan gaan zitten.
- Voorbede (Oratio universalis) - De lector leest een paar beden voor kerk en wereld, welke steeds beantwoord worden met een gezongen of opgelezen acclamatie door de gelovigen. De lector of priester bidt voor de binnengekomen intenties, en daarna volgt een afsluitend gebed.

### Eucharistische Dienst (Liturgia Eucharistica)
In de Eucharistieviering -die de priester dagelijks geacht wordt op te dragen- gaat het om dienstbaarheid en offer. Brood en Wijn zijn hierin tekenen van de bereidheid zichzelf te geven, in navolging van en in verbinding met de zelfgave van Jezus aan het kruis. De priester en de gelovigen die dat willen gaan ter Communie, dat wil zeggen 'ontvangen Christus onder de gedaante van brood (en wijn)'. "Door de consecratie geschiedt de transsubstantiatie van het brood en de wijn in het Lichaam en het Bloed van Christus. Onder de geconsacreerde gedaanten van brood en wijn is de levende en verheerlijkte Christus zelf aanwezig op waarachtige, werkelijke en wezenlijke wijze, Zijn lichaam en Zijn bloed, met Zijn ziel en Zijn godheid."
- Inzameling van de Gaven
- Bereiding van de gaven (Praeparatio donorum)
- Handenwassing (Lavabo)
- Gebed over de gaven (Oratio super oblata)
- Eucharistisch gebed (Prex eucharistica)
  - Prefatie; met de prefatie-dialoog voorafgegaan (Sursum corda)
  - Sanctus / Benedictus
  - Epiklese
  - Canon: Anamnese met de instellingswoorden
  - Offergebed
  - Gedachtenissen
  - Slotdoxologie
- Onze Vader (Pater Noster)
- Gebed om vrede (Ritus Pacis)
- Agnus Dei (Lam Gods)
- (Broodbreking) (Fractio Panis)
- Communie (Communio) van geestelijken en gelovigen.

### Slotritus (Ritus Conclusionis)
- Wegzending en zegen - heenzending van de door de viering toegeruste gelovigen.

En zegening van het volk door de priester en het gezongen of gezegd Ite Missa Est (waarop de mensen Deo Gratias antwoorden) (Gaat allen heen in vrede. Wij danken (U) God).